# Kênia Boaventura
Kênia Boaventura (Campo Belo, 6 de maio de 1982) é uma cantora, compositora, apresentadora de televisão brasileira. Se tornou conhecida em 2005, quando assinou contrato com a MTV Brasil e passou a apresentar os programas Chapa Coco, Disk MTV, Top 20 Brasil e Copa de Clipes MTV. Também é integrante da dupla KSis ao lado da irmã gêmea Keila Boaventura.

## Carreira
Em 2002 participou da primeira temporada do reality show Popstars,  ficando entre as 20 semifinalistas. Em 2003 junto com sua irmã gêmea Keila Boaventura participou do quadro de calouros Mulheres que Brilham, do Programa Raul Gil, chegando a semifinal. Em 2005 assina contrato com a MTV Brasil, onde estreou no comando do programa Chapa Coco. No mesmo ano forma dupla com Keila, intitulada KSis, lançando o primeiro álbum homônimo em 2006, com o sucesso "Beijos, Blues e Poesia". Logo após passou a apresentar o  Disk MTV, passando também pelo Top 20 Brasil e o Copa de Clipes MTV.
Em 2007, com sua dupla, lança o álbum Amores Cruzados. No mesmo ano, sair da MTV, passou a ministrar cursos de comunicação e expressão corporal na Escola Integrartes, em São Paulo. Em 2013 foi uma das ex-VJs que comandaram o My MTV, especial de despedida da MTV Brasil antes de seu fechamento. Em 2015 retoma as atividades do KSis e lança o extended play homônimo com três novas faixas, uma prévia do novo álbum da dupla, que tem previsão para 2016.

## Filmografia
| Ano     | Título             | Personagem    | Nota                           |
| ------- | ------------------ | ------------- | ------------------------------ |
| 2002    | Popstars           | Participante  | Temporada 1                    |
| 2003    | Programa Raul Gil  | Participante  | Quadro: "Mulheres Que Brilham" |
| 2005–06 | Chapa Coco         | Apresentadora |                                |
| 2006    | Disk MTV           | Apresentadora |                                |
| 2006    | Copa de Clipes MTV | Apresentadora |                                |
| 2006    | Top 20 MTV         | Apresentadora |                                |
| 2013    | My MTV             | Apresentadora |                                |